# Тапакуло анкаський
Тапакуло анкаський (Scytalopus affinis) — вид горобцеподібних птахів родини галітових (Rhinocryptidae).

## Поширення
Ендемік Перу. Вид поширений на західних схилах Анд від півдня Кахамарки до Анкаша. Мешкає у підліску фрагментарного лісу Polylepis і прилеглих високогірних лугах і кам'янистих ділянках, переважно на висоті від 3000 до 4200 м над рівнем моря.